# Lakkinakoppa, Shimoga
Lakkinakoppa là một làng thuộc tehsil Shimoga, huyện Shimoga, bang Karnataka, Ấn Độ.